# Ваксина на „АстраЗенека“ срещу COVID-19
Ваксината срещу COVID-19 на Оксфордския университет и компанията „АстраЗенека“, с кодово име AZD1222 и продавана под търговските наименования Covishield и Vaxzevria, наред с други, е вирусна векторна ваксина за превенция на COVID-19.
Разработена от Оксфордския университет и „АстраЗенека“ (британско-шведска фармацевтична компания, регистрирана във Великобритания), тя се прилага чрез интрамускулна инжекция, като за вектор се използва модифицираният аденовирус ChAdOx1 на шимпанзе. Ефикасността на ваксината е 76,0% за предотвратяване на симптоматичен COVID-19, започвайки от 22 дни след първата доза, и 81,3% след втората доза.
Ваксината има добър профил на безопасност, като страничните ефекти включват:
- болка на мястото на инжектиране
- главоболие
- гадене

Тези симптоми обикновено отшумяват в рамките на няколко дни. По-рядко може да се появи анафилаксия (Агенцията за регулиране на лекарствата и здравните продукти в Обединеното кралство (MHRA) има 268 съобщения от около 21,2 милиона ваксинации към 14 април 2021 г.). В много редки случаи (около 1 на 100 000 души) ваксината се свързва с повишен риск от образуване на кръвни съсиреци в комбинация с ниски нива на тромбоцити в кръвта. Според Европейската агенция по лекарствата към 4 април 2021 г. са докладвани 222 случая на кръвни съсиреци от Европейското икономическо пространство и Обединеното кралство, където ваксината е била поставена на около 34 милиона души.
На 30 декември 2020 г. ваксината е одобрена за първи път за употреба в програмата за ваксинация на Обединеното кралство, а първата ваксинация извън рамките на изпитването е приложена на 4 януари 2021 г. Оттогава ваксината е одобрена от няколко лекарствени агенции по света като Европейската агенция по лекарствата (ЕМА) и Австралийската агенция за терапевтични стоки и е одобрена за включване в списъка за спешна употреба от Световната здравна организация (СЗО). Някои държави са ограничили употребата ѝ до възрастни хора с по-висок риск от тежко заболяване от COVID-19 поради опасения от много редките странични ефекти на ваксината при по-млади хора.